# Robert Habeck
Robert Habeck (ur. 2 września 1969 w Lubece) – niemiecki polityk i pisarz, w latach 2012–2018 wicepremier i minister w rządzie Szlezwika-Holsztynu, od 2018 do 2022 współprzewodniczący Zielonych, w latach 2021–2025 wicekanclerz oraz minister gospodarki i ochrony klimatu.

## Życiorys
Studiował germanistykę i filozofię na Uniwersytecie Albrechta i Ludwika we Fryburgu. Kształcił się również w Roskilde i Hamburgu. W 1996 uzyskał magisterium, a w 2000 doktorat. Zajmował się działalnością pisarską wspólnie ze swoją żoną Andreą Paluch.
Od 2002 działacz Zielonych, w latach 2004–2009 przewodniczył partii w kraju związkowym Szlezwik-Holsztyn. W 2009 był głównym kandydatem w wyborach krajowych. W latach 2009–2012 pełnił funkcję przewodniczącego frakcji w landtagu. W 2012 został wicepremierem i ministrem w rządzie landowym Torstena Albiga. Pozostał na tych stanowiskach również w utworzonym w 2017 gabinecie Daniela Günthera. Jako minister odpowiadał głównie za transformację energetyczną, rolnictwo i środowisko.
W styczniu 2018 został obok Annaleny Baerbock wybrany na jednego z dwojga współprzewodniczących Zielonych. W konsekwencji zrezygnował ze stanowisk w parlamencie i rządzie krajowym. W wyborach w 2021 uzyskał mandat posła do Bundestagu.
Po tych wyborach kierowani przez niego Zieloni zawiązali koalicję rządową z Socjaldemokratyczną Partią Niemiec i Wolną Partią Demokratyczną. W grudniu 2021 w nowo utworzonym rządzie Olafa Scholza Robert Habeck objął stanowiska wicekanclerza oraz ministra gospodarki i ochrony klimatu. W następnym miesiącu zakończył pełnienie funkcji partyjnej.
W 2025 ponownie był głównym kandydatem swojej formacji w wyborach federalnych; utrzymał wówczas mandat poselski na kolejną kadencję. Stanowiska rządowe zajmował do maja 2025.